# SIXTH SENSE ADVENTURE
「SIXTH SENSE ADVENTURE」(シックスセンスアドベンチャー）は、2016年12月18日に配信開始された『パチスロ 涼宮ハルヒの憂鬱』の主題歌。

## 概要
SANKYOから発売された2016年12月12日導入の『パチスロ 涼宮ハルヒの憂鬱』に搭載されている完全オリジナル新曲であり、主題歌にもなっている。ボーカルは涼宮ハルヒ、長門有希、朝比奈みくる役の平野綾、茅原実里、後藤邑子の3人。作詞は引き続き畑亜貴が手掛けている。配信ジャケットには涼宮ハルヒ、長門有希、朝比奈みくるが描かれている。
12月18日より配信限定でiTunes Store、mora、レコチョク、music.jpなどで配信されている。配信開始日は「涼宮ハルヒの大成 Super Blu-ray BOX」の発売日と同日であり、TVアニメ『涼宮ハルヒの憂鬱』放送開始10周年記念も兼ねている。また『涼宮ハルヒの憂鬱』として平野、茅原、後藤の3人で歌うのは「止マレ!」以来8年ぶりとなっている。

## 収録曲
1. SIXTH SENSE ADVENTURE [4:25]
作詞：畑亜貴、作曲：酒井陽一
  - 『パチスロ 涼宮ハルヒの憂鬱』主題歌